# جينجيتسو

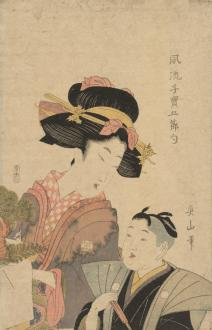

جينجيتسو أو يوم الإنسان (باليابانية: 人日) هو أحد المهرجانات الفصلية الخمسة (五節句 غو سيكّو) في اليابان. يحتفل به في 7 يناير ويعرف أيضاً باسم ناناكوسا نو سيكو (مهرجان العشبات السبعة).
يأتي اسم هذا المهرجان من الصينية حيث يدعى رينري وهو أحد الأيام الافتتاحية في أول شهر قمري والذي يكون مخصصاً لأحد المخلوقات التي يحرم قتلها في ذلك اليوم، وهذه الأيام السبعة هي: يوم الدجاجة، يوم الكلب، يوم الخنزير البري، يوم الخروف، يوم البقرة، يوم الحصان، ويوم الإنسان، وفي اليوم السابع لم يكن يجرى أي عقاب للمجرمين. حيث يعتقد في الأسطورة الصينية بأن الإلاهة نووا (女媧) التي خلقت العالم وخلقت الحيوانات بأيام مختلفة وكان خلق الإنسان في اليوم السابع بعد خلق العالم.
انتقل الاحتفال بهذا المهرجان في اليابان من اليوم السابع في التقويم القمري إلى اليوم السابع من يناير أثناء فترة مييجي، عندما بدأت اليابان باستعمال التقويم الشمسي. يتم الاحتفال بهذا اليوم بما يعرف عادة باسم مهرجان العشبات السبعة حيث في صباح 7 يناير أو عشية ذلك اليوم يتناول الناس في اليابان سبع أنواع من الأعشاب أو الخضار مع عصيدة الرز ويغنون «قبل أن تأتي طيور الصين إلى أرض اليابان، لنأكل العشبات السبعة».